# Jothopogon niveicolor
Jothopogon niveicolor är en tvåvingeart som beskrevs av Pavel Lehr 1972. Jothopogon niveicolor ingår i släktet Jothopogon och familjen rovflugor. Inga underarter finns listade i Catalogue of Life.